# Костёл Святого Антония (Великие Межиричи)
Костёл Святого Антония (укр. Костел Святого Антонія) — католический храм в городе Великие Межиричи. Памятник архитектуры Украины национального значения.
Построен в 1702—1725 годах за счёт тогдашнего обладателя села краковского старосты Ежи Доминика Любомирского. Архитектором был Войцех Ленартович, мастер любомирского цеха каменщиков и каменотесов, автор проектов костёлов Успения (Угнев), Святого Марка (Варяж) и Новоукраинки. Освещение храма состоялась в 1725 году епископом Стефаном Богуславом Рупновським.
Костёл каменный, зального типа с хорами, абсида прямоугольная, своды крещатые. Западный фасад в сдержанных формах барокко с тонкими пилястрами и двумя боковыми башнями со ступеньками вверх. Башни имеют ниши для скульптур в 2 яруса. В настоящее время костёл заброшен, пустует и требует реставрации.
В ноябре 2014 года вблизи храма были перезахоронены найденные внутри на нижнем этаже человеческие останки.